# Чемпионат мира по настольному теннису 2019
Чемпионат мира по настольному теннису 2019 года (полное официальное название «Liebherr 2019 World Table Tennis Championships») проходил в 2019 году с 21 по 28 апреля в Будапеште (Венгрия). В чемпионате приняло участие более шестисот спортсменов из 109 стран, были разыграны пять комплектов медалей: в мужском и женском одиночных разрядах, в мужском и женском парных разрядах, а также в миксте. Это был 55-й по счету Чемпионат мира по настольному теннису.

## Организация чемпионата

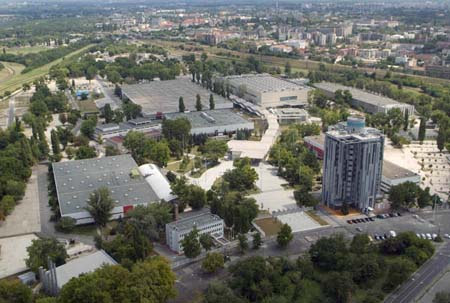
Выставочный центр «Hungexpo»

В феврале 2016 года ITTF объявила, что Будапешт (Венгрия) будет единственным претендентом на проведение Чемпионата мира по настольному теннису в 2019 году. Эти соревнования не проводились в Венгрии с 1950 года, в то время как Венгрия занимает второе место в мире после Китая по количеству золотых медалей на чемпионатах мира. Другие претенденты не подали окончательную заявку к установленному ITTF сроку.
Официальный мяч чемпионата «Butterfly A40+***» белого цвета, столы «DHS» чёрного цвета, покрытие пола «Enlio» красного цвета.
Чемпионат проходил в выставочном центре «Hungexpo».
В чемпионате приняло участие более 609 спортсменов из 109 стран, были разыграны пять комплектов медалей: в мужском и женском одиночных разрядах, в мужском и женском парных разрядах, а также в миксте.

### Расписание
Турнир проводился 8 дней на 32-х столах.
|                          | 21 Апреля | 22 Апреля      | 23 Апреля | 24 Апреля | 25 Апреля | 26 Апреля | 27 Апреля | 28 Апреля |
| ------------------------ | --------- | -------------- | --------- | --------- | --------- | --------- | --------- | --------- |
| Мужской одиночный разряд | Квал.     | Квал. Пр.раунд | 1/64 1/32 | 1/16      | 1/8       | 1/4       | 1/2       | Финал     |
| Женский одиночный разряд | Квал.     | Квал.          | 1/64 1/32 | 1/16 1/8  | 1/4       | 1/2       | Финал     | -         |
| Мужские пары             | -         | Квал. 1/32     | 1/16      | 1/8       | 1/4       | 1/2       | Финал     | -         |
| Женские пары             | -         | Квал. 1/32     | 1/16      | 1/8       | 1/4       | -         | 1/2       | Финал     |
| Смешанный разряд         | Квал.     | 1/32 1/16      | -         | 1/8 1/4   | 1/2       | Финал     | -         | -         |

## Результаты чемпионата

### Медалисты
| Разряд                   | Золото               | Серебро                       | Бронза                          |
| ------------------------ | -------------------- | ----------------------------- | ------------------------------- |
| Мужской одиночный разряд | Ма Лун               | Маттиас Фальк                 | Лян Цзинкунь                    |
| Мужской одиночный разряд | Ма Лун               | Маттиас Фальк                 | An Jaehyun                      |
| Женский одиночный разряд | Лю Шивэнь            | Чэнь Мэн                      | Дин Нин                         |
| Женский одиночный разряд | Лю Шивэнь            | Чэнь Мэн                      | Ван Маньюй                      |
| Мужские пары             | Ма Лун Ван Чуцинь    | Овидиу Ионеску Роблес Альваро | Жуан Монтейру Тьягу Аполония    |
| Мужские пары             | Ма Лун Ван Чуцинь    | Овидиу Ионеску Роблес Альваро | Линь Гаоюань Лян Цзинкунь       |
| Женские пары             | Сунь Инша Ван Маньюй | Хина Хаята Мима Ито           | Хитоми Сато Хонока Хасимото     |
| Женские пары             | Сунь Инша Ван Маньюй | Хина Хаята Мима Ито           | Чэнь Мэн Чжу Юйлин              |
| Смешанный разряд         | Сюй Синь Лю Шивэнь   | Махару Ёсимура Касуми Исикава | Фань Чжэньдун Дин Нин           |
| Смешанный разряд         | Сюй Синь Лю Шивэнь   | Махару Ёсимура Касуми Исикава | Патрик Франциска Петрисса Солья |

### Общий зачет по странам
| Место | Страна           | Золото | Серебро | Бронза | Всего |
| ----- | ---------------- | ------ | ------- | ------ | ----- |
| 1     | Китай            | 5      | 1       | 6      | 12    |
| 2     | Япония           |        | 2       | 1      | 3     |
| 3     | Швеция           |        | 1       |        | 1     |
| 4-5   | Румыния          |        | 0.5     |        | 0.5   |
| 4-5   | Испания          |        | 0.5     |        | 0.5   |
| 6-8   | Германия         |        |         | 1      | 1     |
| 6-8   | Португалия       |        |         | 1      | 1     |
| 6-8   | Республика Корея |        |         | 1      | 1     |
| Всего | Всего            | 5      | 5       | 10     | 20    |